# A62 road
Die A62 road (englisch für Straße A62) ist eine nur in der Nähe von Manchester bis Oldham als Primary route ausgewiesene Fernverkehrsstraße in England, die von Manchester nach Leeds führt und dabei die Pennines quert. Sie verläuft südlich des weitgehend parallelen M62 motorway.

## Verlauf
In Manchester kreuzt die Straße den Autobahnring M60 motorway. Dann führt ihr kurviger Verlauf nach Marsden und folgt dem River Colne nach Huddersfield. Der abschließende Abschnitt bis zur Einmündung in die A58 road in Leeds berührt Liversedge, Heckmondwike und Birstall.